# James McGreevey
James Edward Jim McGreevey (nacido el 6 de agosto de 1957) es un político estadounidense del Partido Demócrata.
Fue el gobernador número 52 del estado de Nueva Jersey, desde el 15 de enero de 2002 hasta el 15 de noviembre de 2004, cuando dejó su cargo 3 meses después de haber reconocido públicamente que había mantenido una relación extraconyugal con uno de sus empleados. Al revelar su homosexualidad, el 12 de agosto de 2004, McGreevey se convirtió en el primer gobernador abiertamente gay en la historia de los Estados Unidos.